# Da Vinci Claude
Singles de MC Solaar
Solaar pleure Clic Clic
Da Vinci Claude est le premier single de l'album Chapitre 7 de MC Solaar sorti le 11 juin 2007 en France.

## Genèse
La chanson Da Vinci Claude fait référence en premier lieu au célèbre livre de Dan Brown : Da Vinci Code, sorti en 2003. Comme dans les premières pages de celui-ci, la chanson commence dans le Musée du Louvre et la quête du Saint Graal que suit le livre est transformé en Saint Groove.
Dans cette chanson « il stigmatise les théories du complot » par « On nous cache des choses depuis Adam et Ève ». Cette chanson est pleine d'humour (« Le Dalaï-lama, Serge Lama, Alain Delon, / Sont partis au Tibet pour leur chanter La Madelon », jeu de mots avec Lama et Delon, ou bien « Que Marilyn Monroe était une fan de Pompidou » car elle chantait « Pom-Pom Pidou ») mais elle est aussi fortement imprégnée par une critique du monde où l'information circule rapidement (« Il y a de l'info, au-delà des infos / Et de la désinfo, tout cela n'est pas faux »).

## Classement hebdomadaire
| Classement (2007)                       | Meilleure position |
| --------------------------------------- | ------------------ |
| Belgique (Wallonie Ultratop 50 Singles) | 19                 |
| France (SNEP Téléchargements)           | 3                  |